# Abraham P. Stephens
Abraham P. Stephens (* 18. Februar 1796 bei New City, New York; † 25. November 1859 in Nyack, New York) war ein US-amerikanischer Jurist und Politiker. Zwischen 1851 und 1853 vertrat er den Bundesstaat New York im US-Repräsentantenhaus.

## Werdegang
Abraham P. Stephens wurde Ende des 18. Jahrhunderts bei New City geboren. Er war Friedensrichter. Politisch gehörte er der Demokratischen Partei an. Bei den Kongresswahlen des Jahres 1850 für den 32. Kongress wurde Stephens im siebten Wahlbezirk von New York in das US-Repräsentantenhaus in Washington, D.C. gewählt, wo er am 4. März 1851 die Nachfolge von William Nelson antrat. Stephens schied nach dem 3. März 1853 aus dem Kongress aus. Er starb am 25. November 1859 in Nyack und wurde dann auf dem Oak Hill Cemetery beigesetzt.